# باترسون جونسون
باترسون جونسون (بالإنجليزية: Patterson Johnson)‏ هو منافس ألعاب قوى باهاماسي، ولد في 26 أغسطس 1964.

## وصلات خارجية
- باترسون جونسون على موقع الاتحاد الدولي لألعاب القوى (الإنجليزية)
- باترسون جونسون على موقع أوليمبيديا (الإنجليزية)